# 減損会計
減損会計（げんそんかいけい、impairment accounting）とは、資産の収益性が低下して投資額の回収が見込めなくなった場合、当該資産の帳簿価額にその価値の下落を反映させる手続きをいう。減損処理ともいう。
広義には会計上のあらゆる資産について適用しうる考え方であるが、通常は、有形固定資産についての減損会計を指すことが多い。本項では有形固定資産についての減損会計について説明する。なお、のれんなどの無形固定資産も対象とする。

## 減損会計の適用
「固定資産の減損に係る会計基準」の導入により、2006年3月期から強制適用となった。
また、中小企業でも「中小企業の会計に関する指針」において、固定資産の減損が求められている。
米国では減損会計が普及していたが、むしろ減損会計を必要以上に用いたことから会計上問題になるほどだった。一方、日本ではまったく行われていなかったため、多くの資産が多額の含み損を抱えているとの問題が指摘されていた。そこで、特定の要件を満たす場合には減損処理を強制することになった。

## 会計処理の手順

### 資産のグルーピング
キャッシュフローはいくつかの資産が相互に関連して生み出される場合が多く、このような場合に減損処理を行う際には1資産グループを基準とするべきである。また、ここで1資産グループとは概ね独立したキャッシュフローを生み出す最小の単位のことをいう。

### 減損の兆候
減損の兆候としては、次の事象が考えられる。
1. 資産又は資産グループが使用されている営業活動から生ずる損益又はキャッシュフローが、継続してマイナスとなっているか、あるいは、継続してマイナスとなる見込みであること。
2. 資産又は資産グループが使用されている範囲又は方法について、当該資産又は資産グループの回収可能価額を著しく低下させる変化が生じたか、あるいは、生ずる見込みであること。
3. 資産又は資産グループが使用されている事業に関連して、経営環境が著しく悪化したか、あるいは、悪化する見込みであること。
4. 資産又は資産グループの市場価格が著しく下落したこと。

### 減損損失の認識（判定）
当該資産又は資産グループに減損の兆候がみられる場合には減損損失の認識を行うかどうかの判定を行う。当該資産又は資産グループから得られる割引前将来キャッシュフローの総額が帳簿価額を下回る場合には減損損失を認識する。ただし、当該資産が半永久的にキャッシュフローを生み出す場合などには、キャッシュフローの見積もり期間は資産の経済的耐用年数と20年のうち短い方を用いる。

### 減損損失の測定
減損損失の認識を行うと判定された資産又は資産グループについて、その帳簿価額を回収可能価額まで減額する。帳簿価額と回収可能価額との差額を当期の損失（減損損失）として処理する。なお、回収可能価額とは次のうちいずれか大きいほうのことである。
1. 使用価値：資産又は資産グループから得られる将来キャッシュフローの割引現在価値
2. 正味売却価額：資産又は資産グループの時価から処分費用見込み額を控除して得られる金額[1]

### 財務諸表への注記
減損会計を導入した場合は、財務諸表に以下の事を記述する必要がある。
1. 減損損失を認識した資産
2. 減損損失に至った経緯
3. 減損損失の金額
4. 減損のグルーピングの方法
5. 回収可能価額の算定方法

## 関連会計基準等
- 固定資産の減損に係る会計基準〜固定資産の減損に係る会計基準の設定に関する意見書（平成14年8月9日企業会計審議会）
- 固定資産の減損に係る会計基準の適用指針（平成15年10月31日企業会計基準委員会）

## 近年の減損会計の導入事例
- しなの鉄道 - 有形固定資産を減損
- USEN - のれんを減損を行う際に監査法人からの指摘により実施、その後監査法人は変更されている。